# Wake Up, Girls!
Wake Up, Girls! — аниме-сериал совместного производства Tatsunoko Production и Ordet, адаптация игры для социальных сетей Wake Up, Girls! Stage no Tenshi (яп. Wake Up, Girls! ステージの天使), в качестве режиссёра задействован Ямамото Ютака, снявший Kannagi, сценарий написан Матида Токо, ранее работавшим над The Idolmaster.

## Сюжет
Green Leaves Entertainment, крошечное агентство талантов из Сендая, крупнейшего города на Северо-Востоке Японии, на грани банкротства.
Когда-то компания руководила карьерой магов, моделей, гадалок и прочих артистов, но когда ушёл последний клиент агентство может остаться без талантов (буквально). Тут Танге Дзюнко, президент компании, загорелась идеей идол-группы. Несмотря на явно безумные планы руководителя, менеджер Мацуда Кохей отправившись на поиски кандидаток, совершает судьбоносную встречу с одной девушкой...

## Персонажи
Хаясида Эири (яп. 林田藍里) 15 лет.
Сэйю: Аири Эйно
Хисами Нанами (яп. 久海菜々美) 13 лет.
Сэйю: Нанами Ямасита
Катаяма Минами (яп. 片山実波) 14 лет.
Сэйю: Минами Танака
Кикума Кая (яп. 菊間夏夜) 18 лет.
Сэйю: Кая Окуно
Нанасе Ёсино (яп. 七瀬佳乃) 16 лет.
Сэйю: Ёсино Аояма
Окамото Мию (яп. 岡本未夕) 17 лет.
Сэйю: Мию Такаги
Симада Маю (яп. 島田真夢) 15 лет.
Сэйю: Маю Ёсиока

Мацуда Кохей (яп. 松田耕平) 25 лет.
Сэйю: Синтаро Асанума
Танге Дзюнко (яп. 丹下順子) — президент агентства талантов Green Leaves Entertainment.
Сэйю: Норико Хидака

## Аниме
Сериал транслировался с 11 января по 29 марта 2014 года по TV Tokyo, AT-X.

### Музыка
Открывающая композиция первой и второй серий — (яп. タチアガレ！), потом идет 7 Girls' War, закрывающая (яп. 言の葉 青葉),  исполняют коллектив сейю.

### Группа сейю
Wake Up, Girls! — также название музыкальной группы, состоящей из сейю главных героинь: Хаясида Эири, Хисами Нанами, Катаяма Минами, Кикума Кая, Нанасе Ёсино, Окамото Мию, Симада Маю. Кроме песен в сериале, также исполнили эндинг аниме Scorching Ping Pong Girls.